# كلايف بوندفيلد
كلايف بوندفيلد (بالإنجليزية: Clive Bondfield)‏ هو لاعب اتحاد الرغبي أسترالي، (و. 1899  م).